# دی قنطورس
دی قنطورس یک ستاره است که در صورت فلکی قنطورس قرار دارد.